# Louis Sauerhering

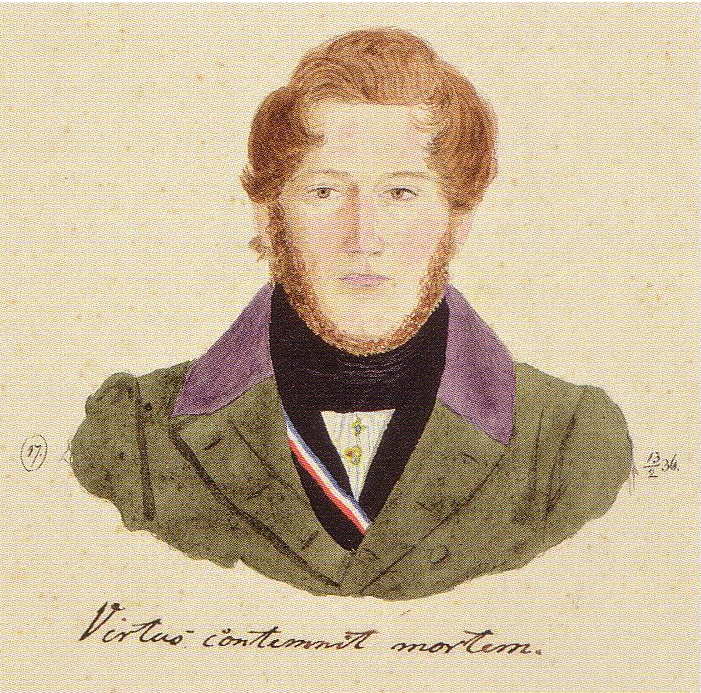
Louis Sauerhering (Wilhelm Schmiedeberg, 1836)

Louis Leopold Sauerhering (* 5. November 1814 Frödenau, Kr. Rosenberg in Westpreußen; † 1. August 1889) war ein deutscher Verwaltungsjurist in Preußen. Zuletzt war er Präsident der Klosterkammer Hannover.

## Leben
Sauerhering besuchte das Kgl. Gymnasium Hosianum Braunsberg, von dem er am 14. August 1834 mit dem Abitur abging. Er immatrikulierte sich an der Albertus-Universität Königsberg für Kameralwissenschaft und wurde im Wintersemester 1834/35 Fuchs des Corps Masovia. Nach den Examen und der Auskultatorausbildung trat er in die innere Verwaltung des Königreichs Preußen. Um 1844 war er als Oberlandesgerichtsassessor bei der Regierung in Frankfurt a. O. tätig. Als Oberregierungsrat und Geh. Regierungsrat kam er nach dem
Deutschen Krieg zur Provinzial-Finanzdirektion der Provinz Hannover. Als Ministerial-Kommissar war er zuständig für die Einführung der direkten Steuern Preußens in der neuen Provinz. 1877 wurde er Direktor der Klosterkammer. Als einer der Nachfolger von Heinrich Haccius war er von 1883 bis zu seinem Tod Direktor der Klosterkammer Hannover, eines öffentlich-rechtlichen Sondervermögens. Ohne Vakanz wurde sein Nachfolger Walther Herwig 1889 eingesetzt.

## Schriften
- Beschreibung der Provinz Hannover sowie Begutachtung der Classifications-Arbeiten. Jänecke, 1872